# Pain of Mind
Pain of Mind – debiutancki album zespołu Neurosis, wydany w 1988 roku nakładem wytwórni Alchemy Records. Jako pierwsze duże wydawnictwo zespołu-legendy doczekał się reedycji w 1990 i 1994 przez Alternative Tentacles. 
Sam zespół wydał ekskluzywną reedycję w 2000 we własnej wytwórni Neurot Recordings razem z bonusowym dyskiem, zawierającym nagrania live i pierwsze nagrania demo grupy.
Dodatkowy dysk:
1. "United Sheep" (Live At Gilman) - 2:44
2. "Stalemate" (Live At Gilman) - 2:48
3. "Black" (Live At Gilman) - 6:09
4. "Instrumental" (Live At Gilman) - 3:12
5. "Grey" (Live At WFMU '89) - 2:38
6. "Pollution" (Live At WFMU '89) - 3:52
7. "Self-Doubt" (First Demo Tape) - 2:29
8. "Live on your" Own (First Demo Tape) - 2:49
9. "Pain of Mind" (First Demo Tape) - 3:49
10. "Dominoes Fall" (First Demo Tape) - 3:16

## Lista utworów
1. "Pain of Mind" - 3:06
2. "Self-Taught Infection" - 3:01
3. "Reasons To Hide" - 3:02
4. "Black" - 4:56
5. "Training" - 1:02
6. "Progress" - 1:46
7. "Stalemate" - 2:30
8. "Bury What's Dead" - 2:06
9. "Geneticide" - 2:34
10. "Ingrown" - 2:23
11. "United Sheep" - 3:06
12. "Dominoes Fall" - 3:00
13. "Life On Your Knees" - 2:20
14. "Grey" - 2:41